# Каармізе (заказник)
Зака́зник Ка́армізе (ест. Kaarmise hoiuala) — природоохоронна територія в Естонії, у волості Ляене-Сааре повіту Сааремаа.
Загальна площа — 257,1 га, у тому числі площа водойм (озеро Каармізе) — 11,5 га.
Заказник утворений 18 травня 2007 року.

## Розташування
Населені пункти, що розташовуються поблизу заказника: села Йиемпа (Ляене-Сааре, Сааремаа) та Каармізе (Ляене-Сааре, Сааремаа).

## Опис
Метою створення заказника є збереження 7 типів оселищ різних видів фауни та флори (Директива 92/43/ЄЕС, Додаток I):
| Код   | Тип оселища                                                                                         | Площа, га |
| ----- | --------------------------------------------------------------------------------------------------- | --------- |
| 2330  | Континентальні дюни з незімкненими угрупованнями з Corynephorus та Agrostis                         | 6,7       |
| 3150  | Природні евтрофні озера з рослинністю типу Magnopotamion або Hydrocharition                         | 6,3       |
| 6530* | Феноскандійські лісові луки                                                                         | 7,8       |
| 7230  | Лужні низинні болота                                                                                | 50,0      |
| 9010* | Західна тайга                                                                                       | 160,0     |
| 9020* | Феноскандійські гемібореальні природні старовікові широколистяні листопадні ліси, багаті на епіфіти | 17,0      |
| 9080* | Феноскандійські листопадні заболочені ліси                                                          | 1,5       |

У заказнику охороняються місця проживання птахів: пірникози сірощокої (Podiceps grisegena), яструба малого (Accipiter nisus), канюка звичайного (Buteo buteo), журавля сірого (Grus grus), дятла чорного (Dryocopus martius) та дрізда-омелюха (Turdus viscivorus).
Територія заказника входить до складу природної області Каармізе (Kaarmise loodusala), що включена до Європейської екологічної мережі Natura 2000.